# Trigonidium kona
Trigonidium kona är en insektsart som beskrevs av Otte, D. 1994. Trigonidium kona ingår i släktet Trigonidium och familjen syrsor. Inga underarter finns listade i Catalogue of Life.